# Vereniging van Vrouwen van Vrijmetselaren
De Vereniging van Vrouwen van Vrijmetselaren, ook wel bekend als 'de vijf V’tjes', was een gezelschapsvereniging voor de partners van leden van de Nederlandse Orde van Vrijmetselaren tussen 1926 en 2006.
De organisatie werd in 1926 opgericht en verkreeg een verenigingsstructuur in 1932. Het oogmerk was de echtgenotes van vrijmetselaars bij elkaar te brengen om hetzelfde soort vriendschap te smeden tussen de vrouwen als voor de vrijmetselaren zelf in de loge. Plaatselijk ontstonden afdelingen of ‘kringen’ die maandelijks bij elkaar kwamen. Tijdens de bijeenkomsten stond gezelligheid op de voorgrond, maar er werden ook voordrachten - door leden zowel als externe sprekers - gehouden, die veelal de vrijmetselarij tot onderwerp hadden. 
Tijdens de Duitse bezetting werden de werkzaamheden van de vereniging opgeschort, maar na de bevrijding werden ze weer opgestart. Op het hoogtepunt waren er ca. 2500 leden. Mede als gevolg van de voortschrijdende vrouwenemancipatie werd de animo voor vrouwen om lid te worden van een sterk vergrijzende groep echter steeds geringer, de vereniging is uiteindelijk in 2006 opheven.
De oprichting van de Orde van Weefsters Vita Feminea Textura (in 1947) en de daar van afgesplitste Orde van Vrije Weefsters Vinculum Verum (in 2001) staat geheel los van deze vereniging. Wel kan worden gezegd dat de Weefsters zijn voortgekomen uit een behoefte aan verdieping en actieve beoefening van rituelen, wat leefde in de kringen van de ‘vijf V’tjes’. Deze twee ordes zijn para-maçonnieke organisaties: hun structuur en ritualen lijken op die van de vrijmetselarij maar zijn het niet.
Vrijmetselarij · Beginselen · Geschiedenis · Symbolen · Vrijmetselaarsloge · Ordegrondwet · Obediëntie · Regulariteit en irregulariteit · Ritus · Graden · Grootmeester · Gemengde vrijmetselarij · Para-vrijmetselarij · Antivrijmetselarij · Vrijmetselarij in Nederland · Vrijmetselarij in België · Internationale vrijmetselarij
>>> Meer info op Portaal:Vrijmetselarij <<<